# Pinus parviflora
Pinus parviflora eller Silvertall är en tallväxtart som beskrevs av Philipp Franz von Siebold och Joseph Gerhard Zuccarini. Pinus parviflora ingår i släktet tallar, och familjen tallväxter.
Arten förekommer i Japan främst på öarna Hokkaido, Honshu, Kyushu och Shikoku samt på ön Utsurio-To som tillhör Sydkorea. Den växer i låglandet och i bergstrakter upp till 2500 meter över havet. Silvertall hittas i barrskogar och blandskogar. På bergstrakternas toppar är exemplaren förminskade.
För beståndet är inga hot kända. Hela populationen anses vara stabil. IUCN kategoriserar arten globalt som livskraftig.

## Underarter
Arten delas in i följande underarter:
- P. p. parviflora
- P. p. pentaphylla

## Bildgalleri

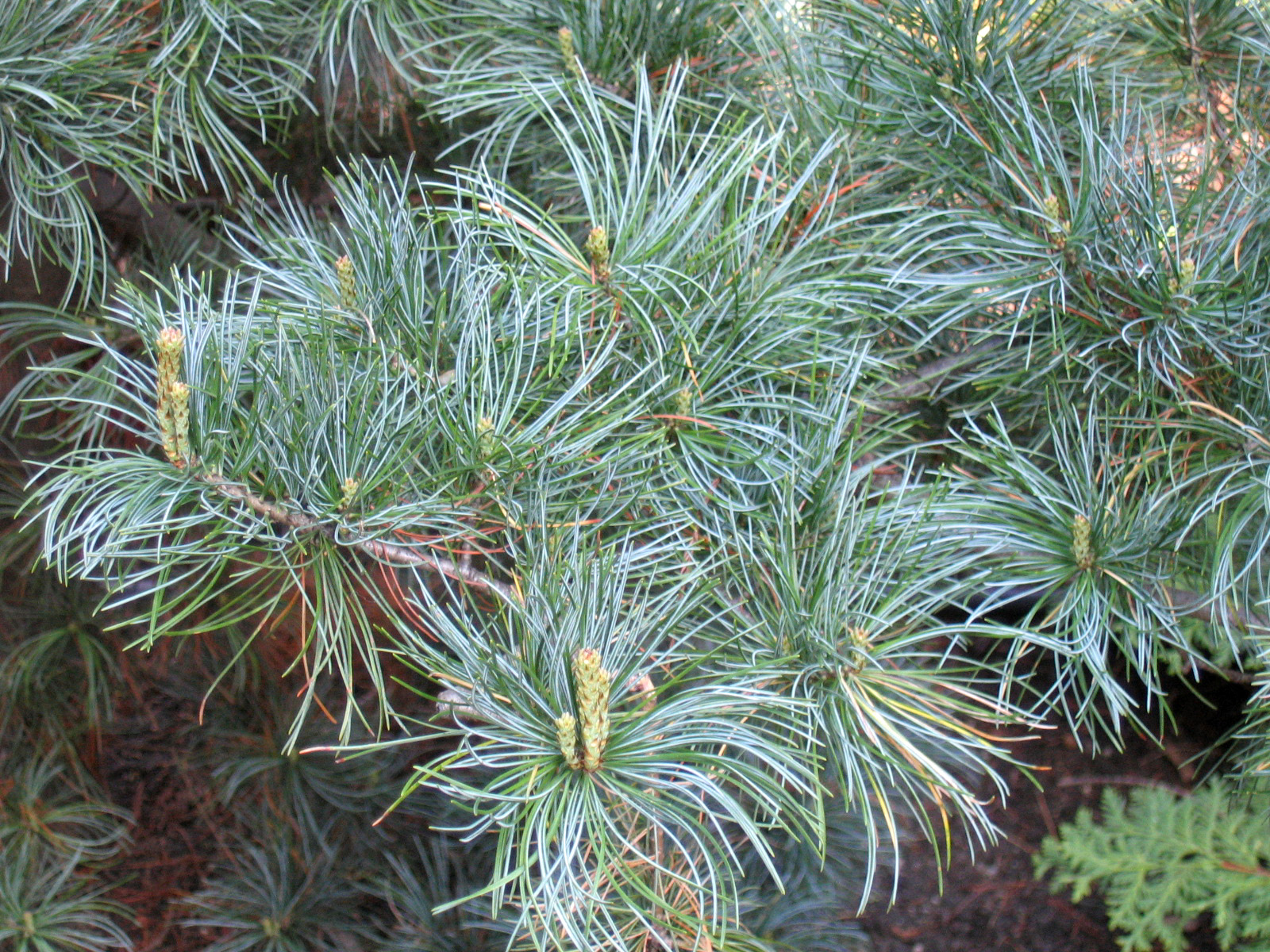
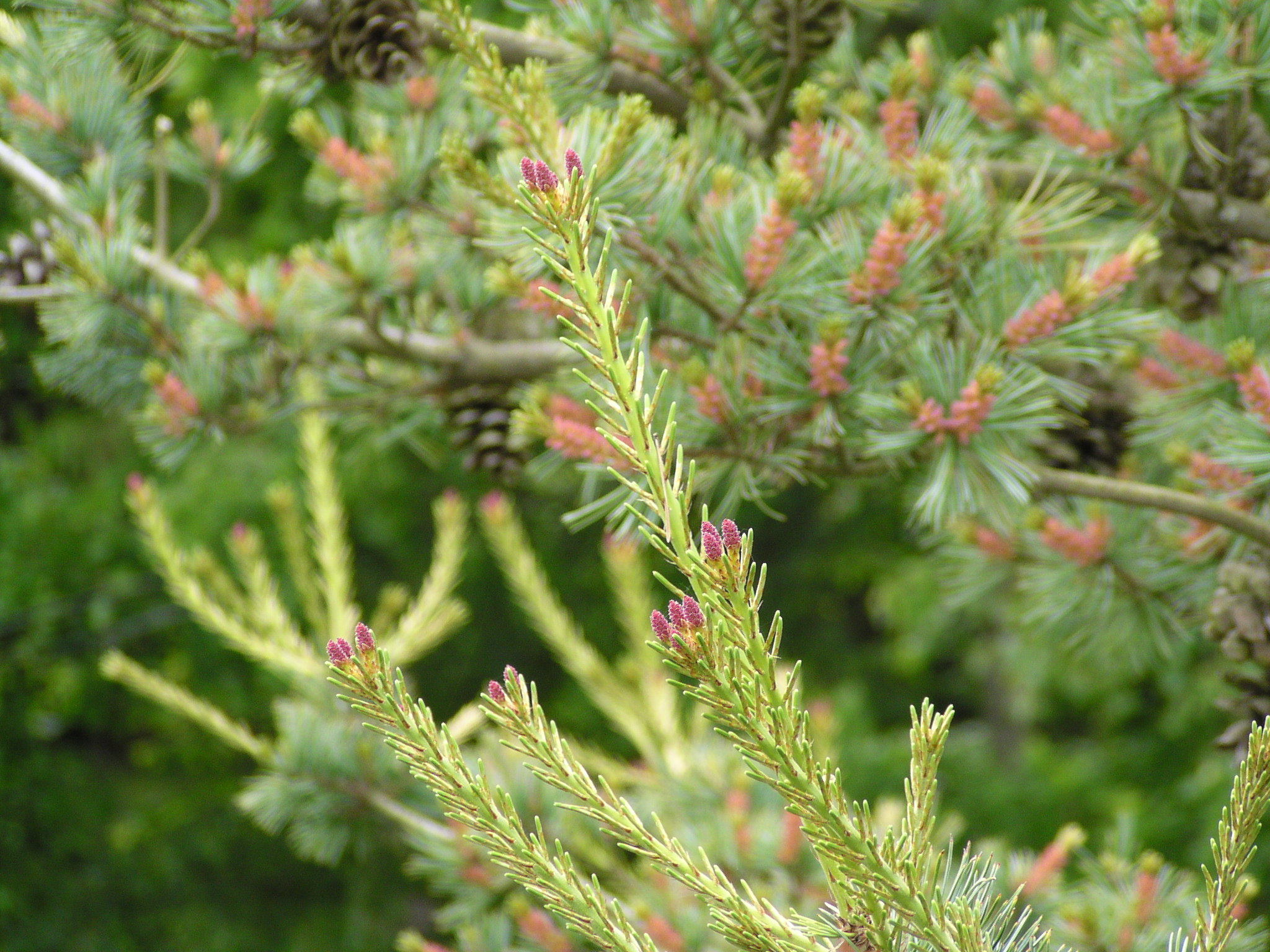
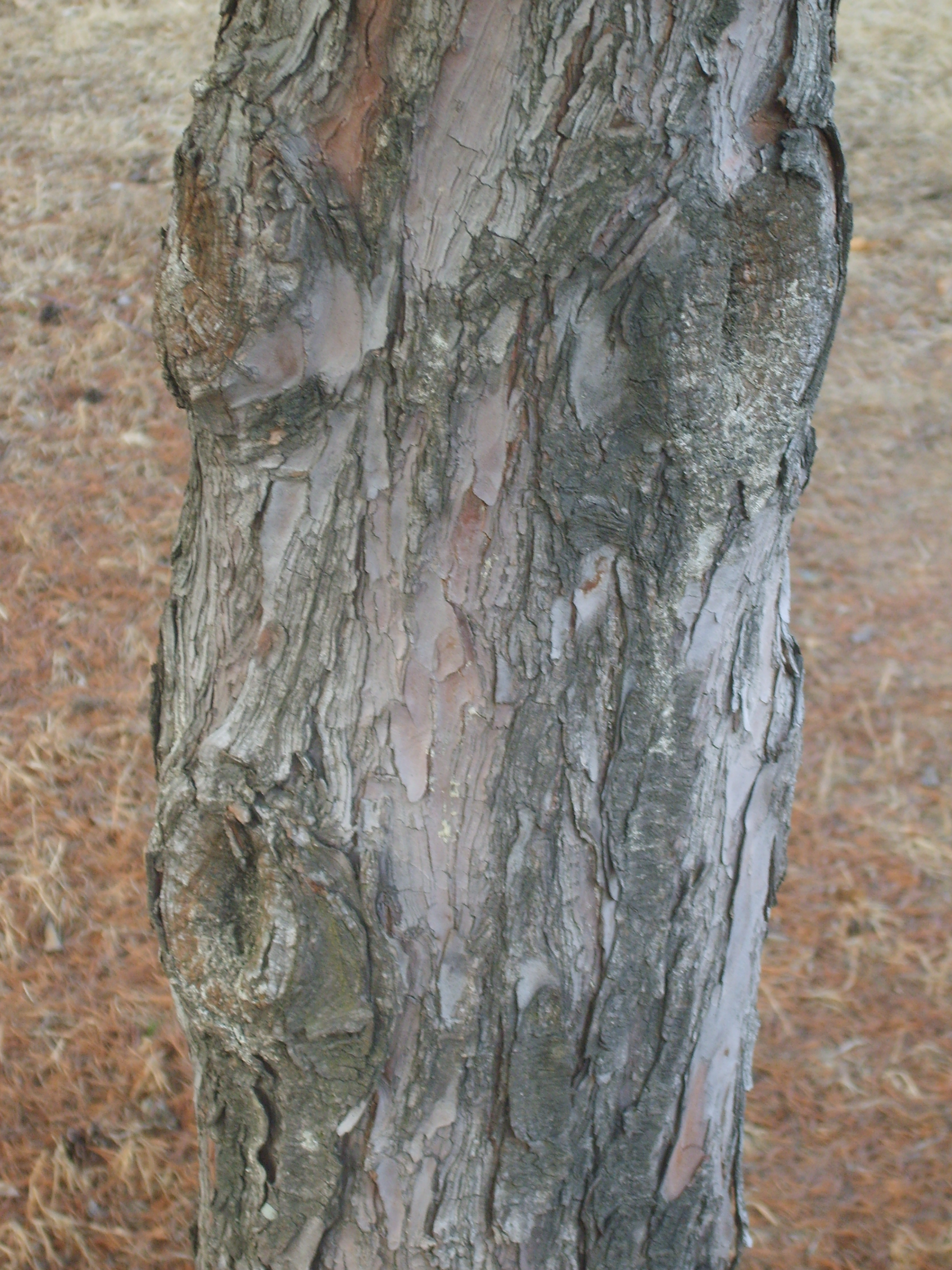
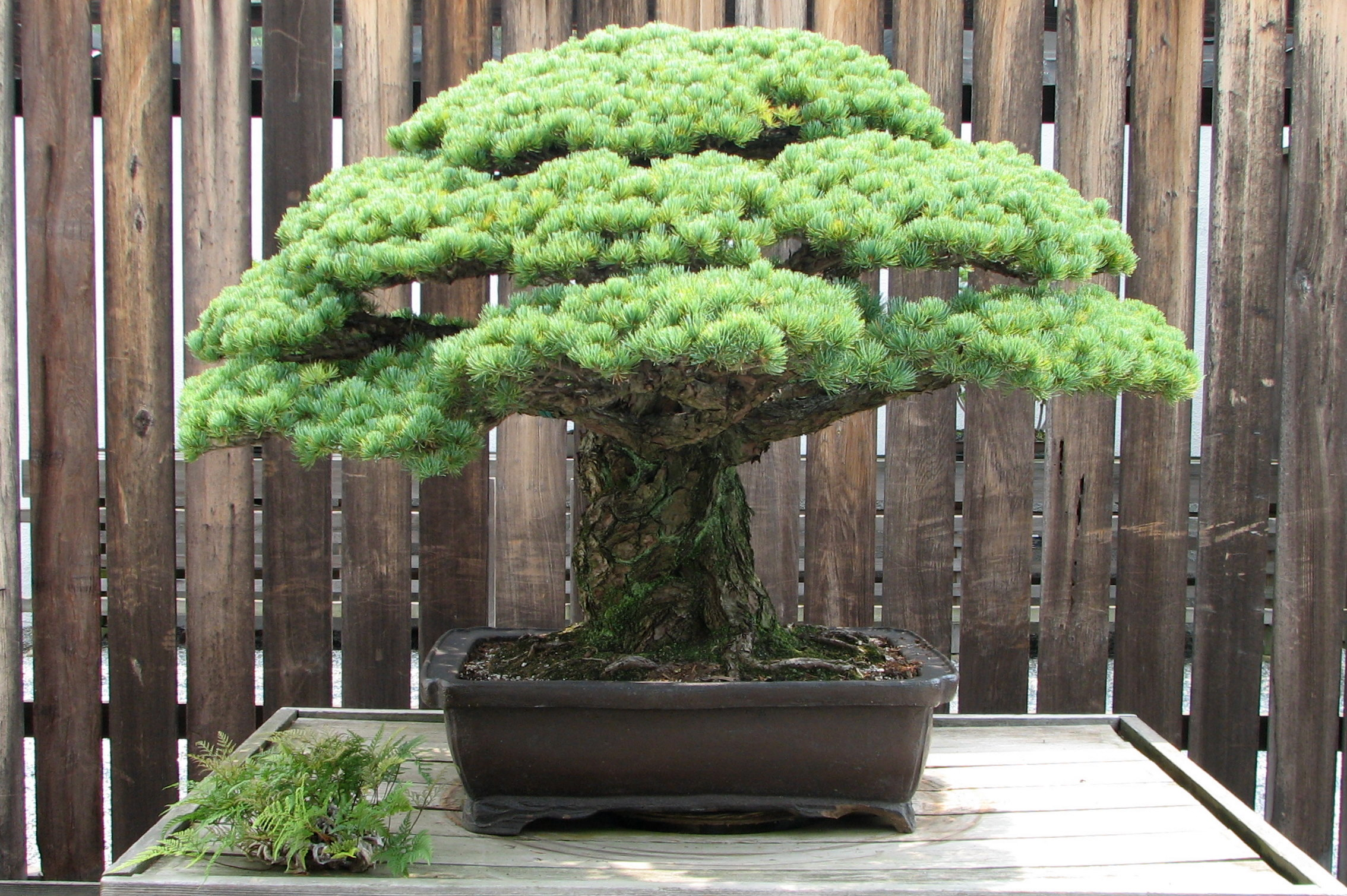
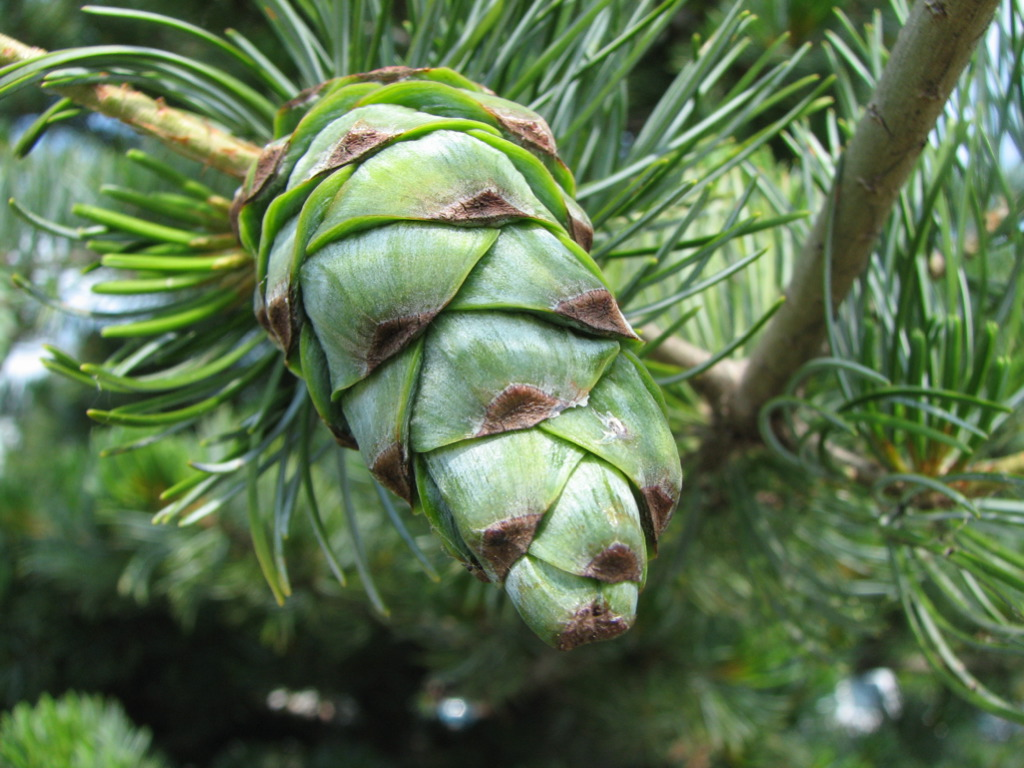
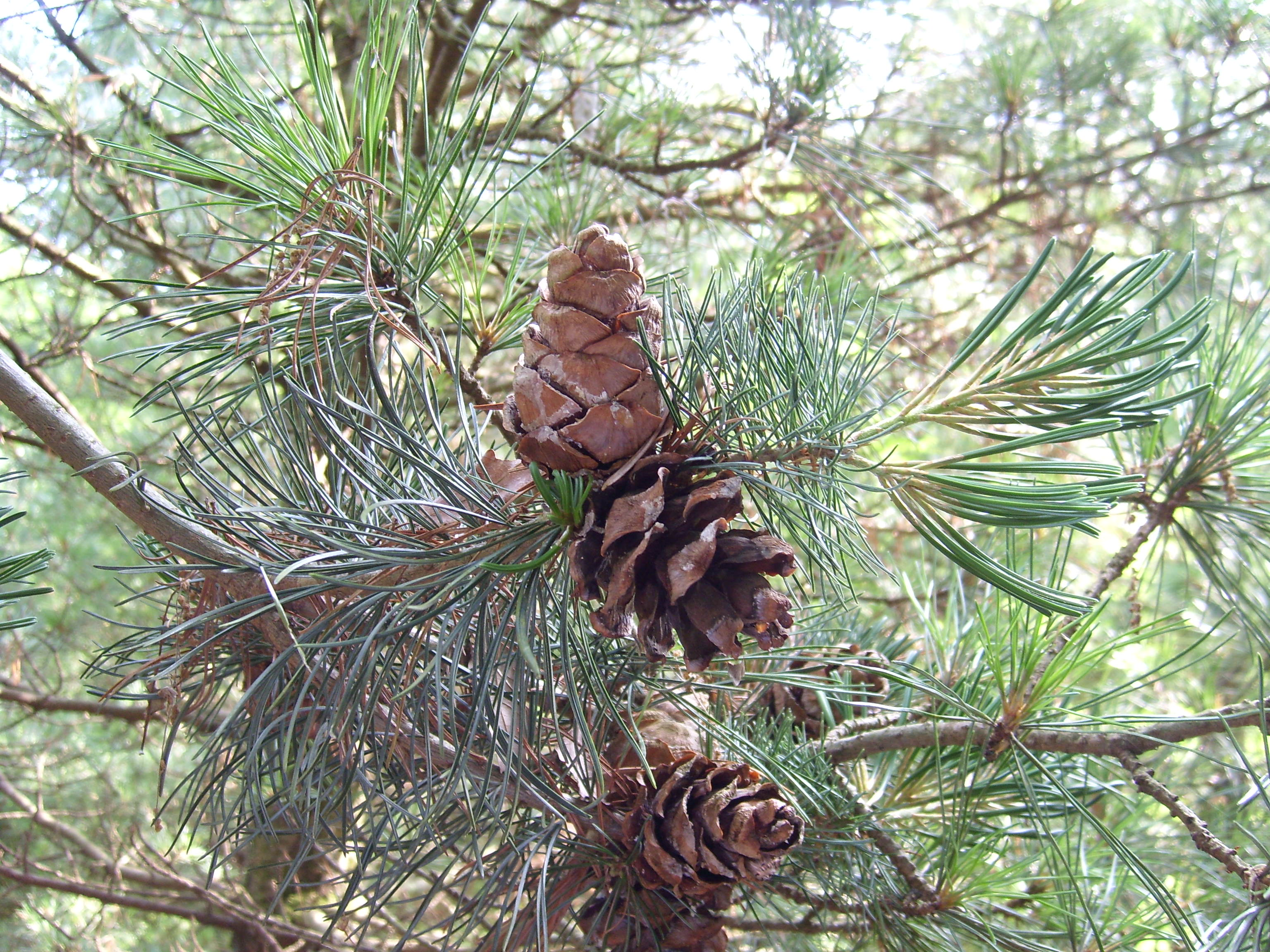